# Rechelle Hawkes
Pour les articles homonymes, voir Hawkes.
Rechelle Margaret Hawkes, née le 30 mai 1967 à Albany en Australie-Occidentale, est une joueuse australienne de hockey sur gazon. Elle est l'une des joueuses les plus titrées de l'histoire du hockey sur gazon.

## Biographie
Elle dispute 279 matchs avec l'équipe d'Australie de hockey sur gazon féminin de 1985 à 2000. Elle remporte trois médailles d'or olympiques (1988, 1996, 2000), deux Coupes du monde (1994, 1998), cinq Champions Trophies (1991, 1993, 1995, 1997, 1999) et une médaille d'or aux Jeux du Commonwealth en 1998.
Elle reçoit la médaille de l'Ordre d'Australie en juin 1989, la Médaille australienne des Sports en juin 2000 et la Médaille du Centenaire en janvier 2001.
Elle fut la lectrice du Serment olympique pour les athlètes lors des Jeux olympiques de Sydney.